# Zaira lateralis
Zaira lateralis är en tvåvingeart som först beskrevs av Charles Howard Curran 1925.  Zaira lateralis ingår i släktet Zaira och familjen parasitflugor.
Artens utbredningsområde är British Columbia. Inga underarter finns listade i Catalogue of Life.